# Елмендорф (Техас)
Елмендорф (англ. Elmendorf) — місто (англ. city) в США, в окрузі Беар штату Техас. Населення — 1862 особи (2020).

## Географія
Елмендорф розташований за координатами 29°15′10″ пн. ш. 98°18′48″ зх. д. / 29.25278° пн. ш. 98.31333° зх. д. (29.252867, -98.313266).  За даними Бюро перепису населення США в 2010 році місто мало площу 11,66 км², з яких 11,60 км² — суходіл та 0,06 км² — водойми. В 2017 році площа становила 13,10 км², з яких 13,03 км² — суходіл та 0,07 км² — водойми.

## Демографія
Згідно з переписом 2010 року, у місті мешкало 1488 осіб у 486 домогосподарствах у складі 361 родини. Густота населення становила 128 осіб/км².  Було 561 помешкання (48/км²).
Расовий склад населення:
| - 79,8 % — білих - 1,3 % — корінних американців - 1,1 % — чорних або афроамериканців - 0,3 % — азіатів - 14,9 % — осіб інших рас |

До двох чи більше рас належало 2,7 %. Частка іспаномовних становила 64,7 % від усіх жителів.
За віковим діапазоном населення розподілялося таким чином: 28,1 % — особи молодші 18 років, 61,8 % — особи у віці 18—64 років, 10,1 % — особи у віці 65 років та старші. Медіана віку мешканця становила 36,1 року. На 100 осіб жіночої статі у місті припадало 102,2 чоловіків;  на 100 жінок у віці від 18 років та старших — 98,1 чоловіків також старших 18 років.
Середній дохід на одне домашнє господарство  становив 53 736 доларів США (медіана — 47 174), а середній дохід на одну сім'ю — 58 217 доларів (медіана — 54 706). Медіана доходів становила 43 667 доларів для чоловіків та 26 875 доларів для жінок. За межею бідності перебувало 15,2 % осіб, у тому числі 17,6 % дітей у віці до 18 років та 19,7 % осіб у віці 65 років та старших.
Цивільне працевлаштоване населення становило 542 особи. Основні галузі зайнятості: роздрібна торгівля — 16,4 %, освіта, охорона здоров'я та соціальна допомога — 13,7 %, науковці, спеціалісти, менеджери — 12,0 %.